# Реванш (филм)
„Реванш“ (на английски: Rebound) е американска спортна комедия от 2005 г. на режисьора Стив Кар, по сценарий на Джон Лукас и Скот Мур, и по сюжета на Уилям Улф, Ед Дектър и Джон Страус. Във филма участват Мартин Лорънс, Уенди Ракел Робинсън, Брекин Майър, Хорейшио Санц и Меган Мълали. Това е единствената филмова роля на Тара Кореа, която е убита от банда мутри на 21 октомври 2005 г., три месеца след излизането на филма.

## Актьорски състав
| Актьор               | Роля                                                |
| -------------------- | --------------------------------------------------- |
| Мартин Лорънс        | Рой Маккормик Дон Маккормик (братът близнак на Рой) |
| Уенди Ракел Робинсън | Джийни Елис                                         |
| Брекин Майър         | Тим Финк                                            |
| Хорейшио Санц        | Господин Нюуърт                                     |
| Кат Уилямс           | Помощник на Дон                                     |
| Орен Уилямс          | Кийт Елис, син на Джийни                            |
| Патрик Уорбъртън     | Лари Бърджес                                        |
| Меган Мълали         | Директор Мери Уолш                                  |
| Еди Мартин           | Уан Лав                                             |
| Стивън С. Паркър     | Биг Уес                                             |
| Стивън Антъни Лорънс | Ралф                                                |
| Логан Макелрой       | Фъзи                                                |
| Гюс Хофман           | Гогълс                                              |
| Тара Кореа           | Големият Мак                                        |
| Алия Шаувкат         | Ейми                                                |
| Ейми Бръкнър         | Ани                                                 |
| Коуди Лайнли         | Лари Бърджис младши                                 |
| Фред Столър          | Лейт Карл                                           |

## В България
В България филмът е пуснат на VHS и DVD на 22 февруари 2006 г. от МейСтар Филм.
През 2012 г. е излъчен по bTV с български дублаж. Екипът се състои от:
| Озвучаващи артисти  | Петя Миладинова Ася Рачева Вилма Карталска Тодор Николов Иван Петков Даниел Цочев |
| Преводач            | Соня Иванова                                                                      |
| Тонрежисьор         | Наско Кашаров                                                                     |
| Режисьор на дублажа | Здрава Каменова                                                                   |